# L'eruzione
L'eruzione (Eruptia) è un film rumeno del 1957, diretto da Liviu Ciulei.